# باشگاه فوتبال دپورتیوو اورو
باشگاه دپورتیوو اورو یک باشگاه فوتبال است که در دسته دوم فوتبال مکزیک بازی می‌کند. این تیم در شهر گوادالاخارا قرار دارد. این باشگاه یکی از پنج باشگاهی از ایالت خالیسکو بود که در دسته اول مکزیک بازی می‌کرد. این باشگاه تنها یک عنوان قهرمانی لیگ را در سال ۱۹۶۲ کسب کرد و پنج بار در سال‌های ۱۹۴۷، ۱۹۵۳، ۱۹۵۵، ۱۹۶۰ و ۱۹۶۴ نایب قهرمان شد. پس از چهار سال غیبت، باشگاه اصلاح شد و اکنون در دسته دوم بازی می‌کند.